# Olympique Lyonnais
L'Olympique Lyonnais (en català Olympique de Lió), o L'OL, és un club de futbol francès, fundat en 1899 sota el nom de Lyon Olympique. El 1950 adopta l'actual nom. El club és presidit des de juny del 1987 per Jean-Michel Aulas, i l'entrenador del primer equip és Pierre Sage. El club va obtenir el 2008 el setè títol consecutiu de Campió de França; cap altre club no ho havia aconseguit abans.
El club juga a l'Stade des Lumières des del gener de l'any 2016. L'antic camp, el mític Stade Gerland, es va fer petit per a la dimensió actual del club, amb un 96% d'ocupació en la temporada 2005-2006. Es va fer un de nou per a la temporada 2015-2016, amb una cabuda d'entre 55.000 i 60.000 espectadors. Després de diversos mesos d'indecisió, es va arribar a un acord entre els dirigents del club i les autoritats locals per a bastir el nou estadi al municipi de Décines-Charpieu.

## Història
Fundat el 1899, fou el lionès qualificat en fases finals del campionat de França de futbol USFSA (1906). L'OL afrontà l'Olympique de Marsella en vuitens de final. Després d'una igualada 2-2, els lionesos no anaren a Marsella pel partit de tornada. Eclipsat pel FC Lió el 1908 i 1909, l'Olympique torna al campionat de França el 1910. Derrotant el Besançon (4-1), els lionesos s'inclinen 5-0 enfront l'Stade Helvétique de Marsella, en quarts de final. Convertit en Lyon Olympique Universitaire, el club és encara present en campionat de França USFSA el 1913 i és eliminat en vuitens de final (5-1) per Saint-Raphaël. El 1920 es trasllada a l'Stade de Gerland, dissenyat per l'arquitecte local Tony Garnier.
El LOU es converteix en professional el 1942 i guanya, amb dos punts per davant del Bordeu, la fase sud de l'últim campionat de guerra (1945). La final nacional del campionat enfronta el Lió al Rouen. Els rouenesos s'imposen 4-0. Aquests bons resultats collits en temps de guerra permeten al LOU ser promocionat a la Divisió 1 amb la recuperació del campionat francès la temporada 1945-1946. El club, presidit llavors per Félix Louot, cau a la D2 des de 1946.
El maig de 1950, dissensions fortes entre les seccions futbol i rugbi del LOU provoquen la sortida de la secció futbol, professional i afeccionats. Aquesta darrera opta llavors per un nou nom: Olympique Lyonnais. En rèplica a aquesta guerra futbol-rugbi, el LOU és prohibit en el futbol durant dues temporades per la Lliga. Després d'aquests 24 mesos d'inhabilitat, el LOU va refundar una nova secció futbol en el seu si, amb nou número d'afiliació a la FFF.
Així l'OL veu la seva entrada a la D1 el 1951 per baixar-ne de seguida el 1952 després ser classificat a la penúltima plaça. Promoguts el 1954, enceten aleshores un llarg període a primera divisió. Debuten a Europa a la Copa de les Ciutats en Fires el 1958 a San Siro amb una eliminació (0-7; 1-1) de cara a l'Inter de Milà. El 1960 foren batuts (1-3; 2-1) per la selecció de Colònia i el 1961 eliminats (4-2; 2-5) pel Sheffield Wednesday. Al campionat francès es classificà entre la 8a i la 16a plaça durant prop de 10 anys.
Arriben a la 5a plaça el 1963 i fins i tot la quarta el 1964. Sobretot és aquell any que s'emporten el primer trofeu. Després d'haver fracassat l'any precedent en la final contra el Mònaco, guanyen la Copa de França de 1964 derrotant a la final el Girondins de Bordeus 2-0 després d'haver eliminat el Lens a quarts i Valenciennes a semifinals. Aquest mateix any, en tant que finalista de la precedent Copa de França, i com que el vencedor, l'AS Mònaco, participa en la Copa d'Europa de clubs, l'OL participa en la seva primera Recopa d'Europa. Després d'haver eliminat el Boldklubben 1913 (3-1; 3-1), eliminen l'Olympiakos FC (4-2; 1-2) i aconsegueixen la proesa a quarts de cara a l'Hamburg que eliminen (1-1; 2-0). En semifinals són eliminats per l'Sporting Clube de Portugal 0-0 a Gerland i 1-1 a Lisboa. Han de jugar doncs un partit de desempat a Madrid on seran derrotats 0-1, deixant els portuguesos per a la final, que guanyaran contra el MTK Budapest. Aquesta primera epopeia europea no es reproduirà en l'edició següent on són eliminats a la primera ronda pel FC Porto (0-3; 0-1).
Sisè el 1965, retroben els èxits el 1967 amb una segona victòria a la Copa de França (3-1 enfront del FC Sochaux a la final). Aquesta victòria els permet tornar a la Recopa en la qual eliminen l'Aris Bonnevoie (3-0; 2-1) després el Tottenham FC (1-0; 3-4) abans de trobar-se amb l'Hamburg en quarts de final (0-2; 2-0; 0-2 en el partit de desempat). Un nou cicle arrenca durant els anys 70 en què atenyen de nou la 5a posició el 1972 i se situen per primera vegada de la seva història sobre el podi del campionat de França el 1974 i 1975. Guanyen igualment l'edició de 1973 de la Copa de França vencent en final el FC Nantes 2 a 1. Durant aquests anys setanta, el club veí AS Saint-Étienne era el gran dominador del futbol francès. El president dels verds, Roger Rocher, pronuncià una famosa frase el 1970, «En matèria de futbol, Lió sempre han estat als afores de Saint-Étienne ». Relegat a segona al final de la temporada 1982-1983, els lionesos tanquen se seu període més llarg dins l'elit francesa amb 29 temporades entre els grans. Comença aleshores un llarg purgatori de 6 anys.
El 1987 Jean-Michel Aulas és investit president del club. Ambiciona una "qualificació europea en 5 anys". Obtenen la promoció a primera el 1989, gràcies entre altres a l'entrenador d'ascendència catalana Raymond Domenech. La qualificació europea anunciada és fins i tot atesa després de només dues temporades en l'elit. El president Aulas realitza aleshores l'aposta d'Europa "en cinc anys". El 1995, l'OL torna al podi, acabant 2n darrere del Nantes, gràcies a una generació de jugadors formats al club, del qual el símbol és el davanter Florian Maurice. L'any següent, el club entra a la Copa d'Europa, eliminant la SS Lazio de Roma.
El 1999 fitxa del FC Barcelona el davanter brasiler Sonny Anderson, una de les figures emblemàtiques del club i emprèn una època d'èxits amb una Copa de la Lliga el 2001, i set campionats francesos consecutius entre el 2002 i el 2008, com a principals triomfs.
El 15 de novembre del 2024, es fa públic el descens virtual a la Ligue 2 si no aconsegueix resoldre la seva situació financera, que es faria efectiva a final de temporada. El 24 de juny de 2025, es confirma el descens a la segona divisió, degut a que el club francés no ha arreglat la seva situació financera.

## Estadi
L'Stade des Lumières és un estadi de futbol situat a la ciutat de Lió, a França. Allí juga els seus partits de local l'Olympique Lyonnais. És el principal escenari esportiu de la ciutat.

## Palmarès
- Copa Intertoto (1): 1997
- Ligue 1 (7): 2002, 2003, 2004, 2005, 2006, 2007, 2008
- Trophée des Champions (8): 1973, 2002, 2003, 2004, 2005, 2006, 2007, 2012
- Copa de França de futbol (5): 1964, 1967, 1973, 2008, 2012
- Copa de la Lliga francesa de futbol (1): 2001
- Copa Gambardella (3): 1971, 1994, 1997
- Ligue 2 (3): 1951, 1954, 1989
- Campionat de França Zona Sud (1) - 1945
- Campionat USFSA Lionès (4) - 1906, 1907, 1910, 1913

## Jugadors destacats
Jugadors històrics que han militat en aquest equip.
| - Marcel Aubour - Nestor Combin | - Fleury Di Nallo - Jean Djorkaeff | - Aimé Mignot - Angel Rambert |

| - Jean Baeza - Yves Chauveau | - Serge Chiesa - Mário Coluna | - Raymond Domenech - Bernard Lacombe | - Ljubomir Mihajlović |

| - Laurent Fournier - Jean-Marc Furlan | - Rémi Garde - Eugène Kabongo | - Simo Nikolić - Jean Tigana | - Daniel Xuereb |

| - Manuel Amoros - Cédric Bardon - Ali Bouafia - Roberto Cabañas | - Alain Caveglia - Christophe Delmotte - Franck Gava - Ludovic Giuly | - Marco Grassi - Joseph-Désiré Job - Frédéric Kanouté - Marcelo | - Florian Maurice - Bruno N'Gotty - Pascal Olmeta - Abedi Pelé |  |

| - Éric Abidal - Sonny Anderson - Karim Benzema - Cláudio Caçapa | - Éric Carrière - Éric Deflandre - Mahamadou Diarra - Edmilson | - Michael Essien - Marc-Vivien Foé - Fred - Juninho Pernambucano | - Pierre Laigle - Florent Laville - Florent Malouda - Sylvain Wiltord |

| - César Delgado - Lisandro López - Miralem Pjanić - Cris | - Michel Bastos - Aly Cissokho - Bafétimbi Gomis - Sidney Govou | - Hugo Lloris - Anthony Réveillère - Jérémy Toulalan - Kim Källström |